# Achiulf
Achiulf was koning van het vroege Ostrogotische rijk. Hij was de opvolger van Athanerik. Tijdens zijn regeerperiode werden de omringende volken Sarmaten, Scythen en Gepiden door de Ostrogoten verslagen en schatplichtig gemaakt. Achiulf werd omstreeks 350 opgevolgd door Ermanerik.